# Przylepka żałobna

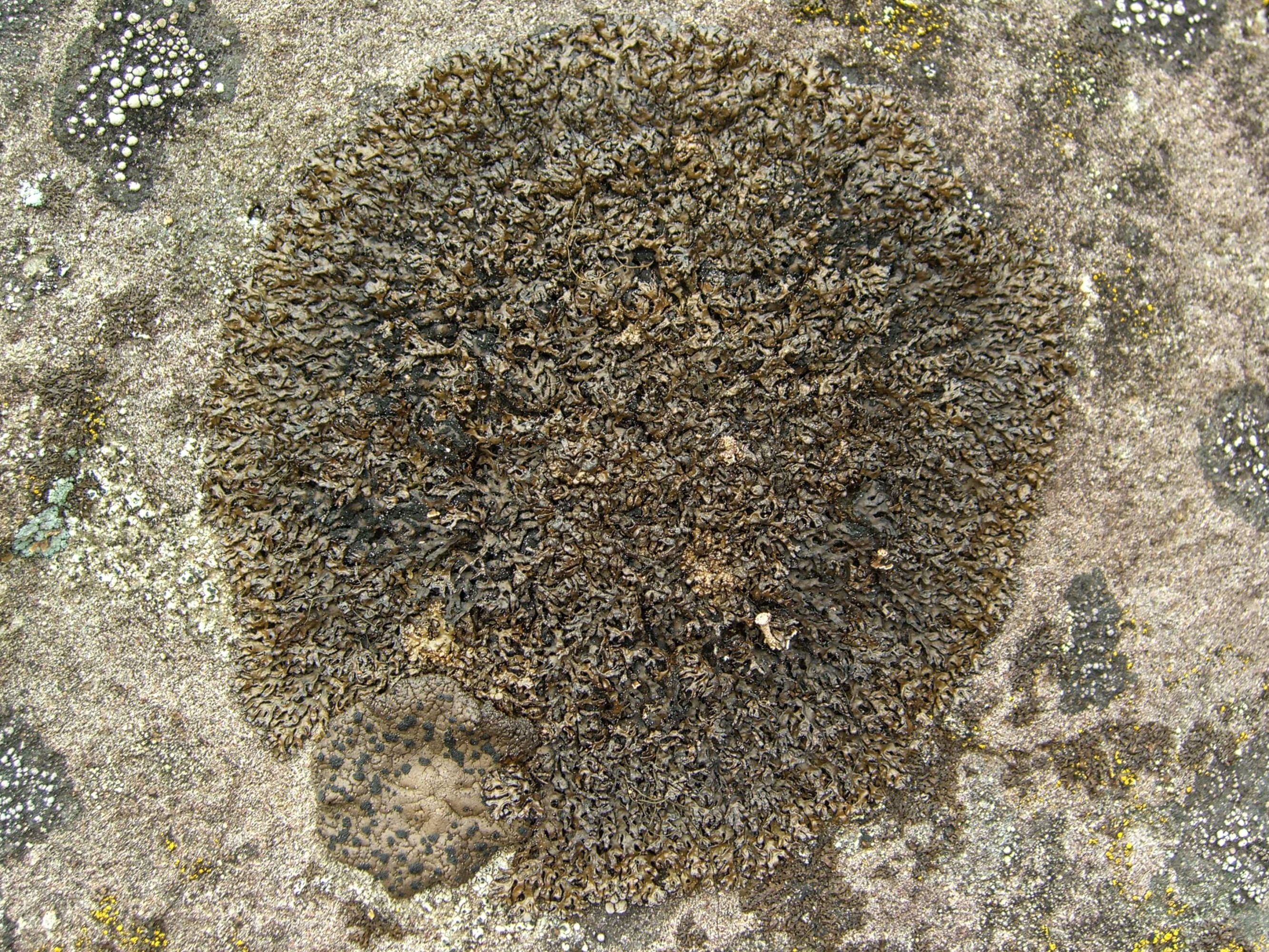

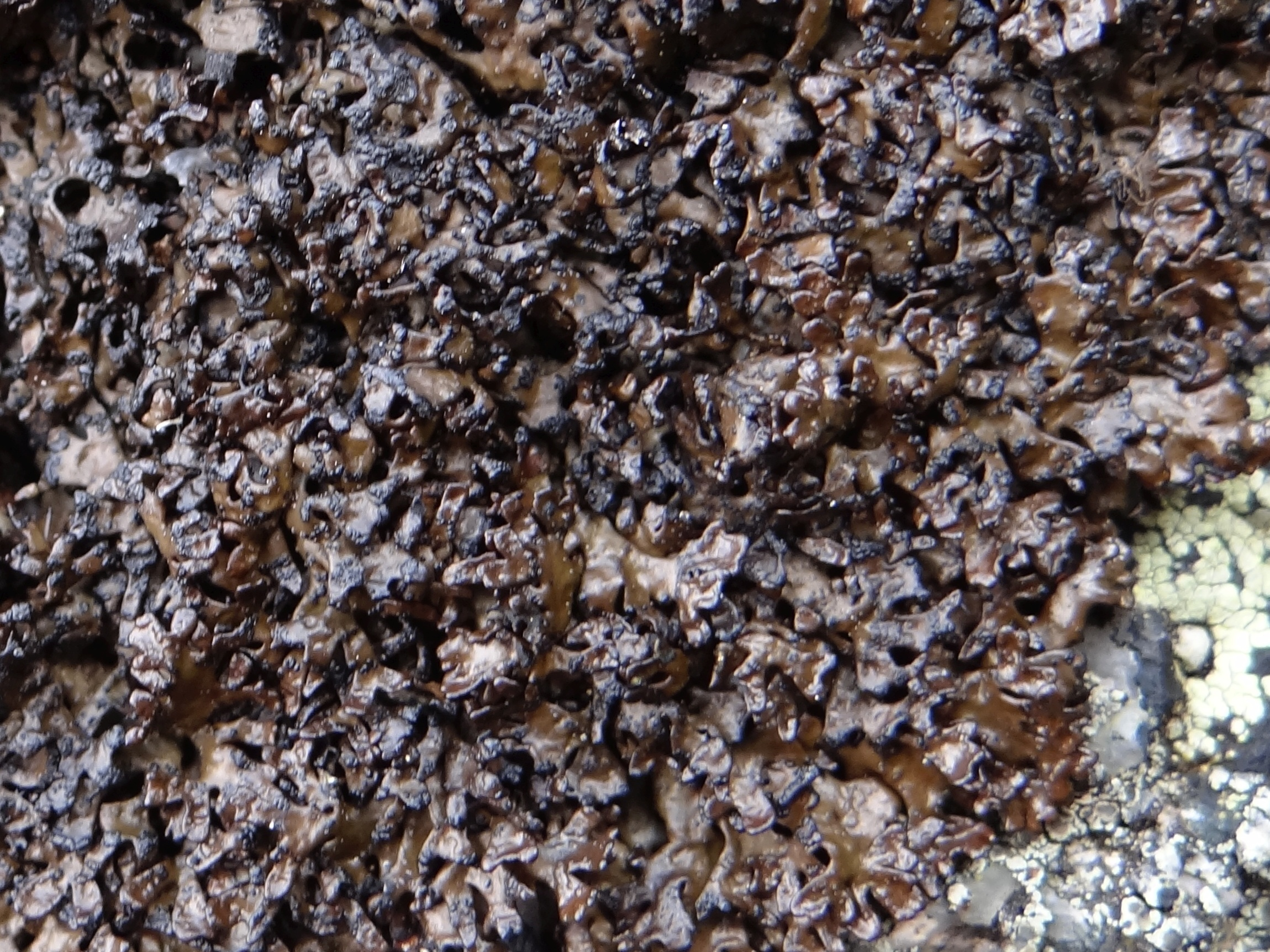
Fragment plechy

Przylepka żałobna, tarczownica żałobna (Melanelia stygia (Nyl.) Divakar, A. Crespo, Wedin & Essl.) – gatunek grzybów z rodziny tarczownicowatych (Parmeliaceae). Ze względu na symbiozę z glonami zaliczany jest do porostów.

## Systematyka i nazewnictwo
Pozycja w klasyfikacji według Index Fungorum: Montanelia, Parmeliaceae, Lecanorales, Lecanoromycetidae, Lecanoromycetes, Pezizomycotina, Ascomycota, Fungi.
Po raz pierwszy takson ten opisał w 1753 r. Karol Linneusz jako Lichen stygius. Obecną, uznaną przez Index Fungorum nazwę nadał mu w 1978 r. Theodore Lee Esslinger. 
Synonimy nazwy naukowej:

- Cetraria stygia (L.) Schaer. 1833
- Cornicularia stygia (L.) Nyl. 1854
- Imbricaria stygia (L.) DC. 1805
- Imbricaria stygia (L.) DC. 1805 f. stygia
- Lichen stygius L. 1753)
- Lobaria stygia (L.) Hoffm. 1796
- Parmelia stygia (L.) Ach. 1803
- Parmelia stygia (L.) Ach. 1803) f. stygia
- Parmelia stygia var. septentrionalis Lynge 1938
- Parmelia stygia (L.) Ach. 1803 var. stygia
- Squamaria stygia (L.) Hoffm. 1794

Nazwy polskie według W. Fałtynowicza. 

## Charakterystyka
Plecha
Listkowata, tworząca kolistą lub nieregularną, dość grubą plechę o średnicę do 10 cm. Największa plecha rosnąca w Norwegii na przedpolu lodowca miała średnicę 12 cm, i liczyła sobie około 240 lat. Górna powierzchnia plechy jest ciemna, ma barwę czarną, brązowoczarną, oliwkowobrązową, szaroczarną lub szarobrązową, jest gładka, miejscami pomarszczona i brodawkowata. Jest głęboko wcinana, składa się z odcinków o długości 1–2 cm i szerokości 1–1,5(2) mm. Odcinki te są kilkukrotnie i nieregularnie podzielone, ich brzegi stykają się, lub zachodzą na siebie. Są spłaszczone lub wypukłe, czasami niemal wałeczkowate i zazwyczaj mają podwinięte końce. Dolna powierzchnia plechy jest matowa, na środku czarna, na obwodzie brunatna. Występują na niej nieliczne, czarne chwytniki.
Rozmnażanie
Dość często na górnej powierzchni występują owocniki w postaci lekanorowych apotecjów o średnicy 2–8 mm. Mają karbowany lub brodawkowaty brzeżek i czarnobrunatne lub czarne tarczki. Powstają w nich jednokomórkowe, bezbarwne zarodniki o elipsoidalnym kształcie i rozmiarach 7,5–9.5 × 5–6 μm. W jednym worku powstaje po 8 zarodników. Dość licznie występują pyknidy. Mają duży i wystający otworek.

## Występowanie i siedlisko
Przylepka żałobna występuje wyłącznie na półkuli północnej, ale jest tutaj szeroko rozprzestrzeniona, występuje na wszystkich kontynentach, a także na wielu wyspach. W Europie na północy sięga po północne wybrzeża Grenlandii i archipelag Svalbard na Morzu Arktycznym. W Polsce po II wojnie światowej w dokumentacji mykologicznej podawane są stanowiska tego gatunku wyłącznie w Karpatach i Sudetach. W wyższych partiach gór jest jeszcze dość często spotykana. W Polsce podlega ścisłej ochronie gatunkowej.
W Polsce rośnie na skałach krzemianowych, w Ameryce Północnej także na pniach, gałęziach i gałązkach drzew.

## Gatunki podobne
Na skałach rośnie kilka podobnych gatunków porostów liściastych, jednak morfologicznie można je dość łatwo odróżnić:
- przylepka oddzielona (Melanelia disjuncta) posiada na plesze soralia[6],
- przylepka strzępiasta (Melanelia panniformis) ma plechę grubą, zbudowana ze skupiska łatek